# Bernard Wright
Bernard Charles Wright (Jamaica (New York), 16 november 1963 – Dallas (Texas), 19 mei 2022) was een Amerikaanse funk- en jazzmusicus en toetsenist.

## Biografie
Bernard Wright is de zoon van de bekende soulzangeres Roberta Flack. Wright kwam al als opgroeiende terecht in het Jamaica-Queens r&b/funk-circuit van de late jaren 1970. Hij bezocht de New Yorkse High School of Performing Arts en kon verschillende contacten leggen die belangrijk waren voor zijn toekomstige carrière. Gelijktijdig met hem waren daar o.a. hiphop-pioniers als Slick Rick en Dana Dane. Op 13-jarige leeftijd toerde hij in het voorprogramma van Lenny White en op 16-jarige leeftijd met Tom Browne.
In 1981 tekende tekende hij zijn eerste platencontract bij GRP Records en bracht daar zijn debuutalbum Nard uit. Enkele nummers van het album werden door hiphop-artiesten als Dr. Dre, Snoop Dogg, Skee-Lo en LL Cool J tijdens de jaren 1990 voor eigen songmateriaal gebruikt. Zijn debuutalbum was het enige, dat zich kon plaatsen in de Billboard 200.
In 1983 volgde Funky Beat voor Arista Records en in 1985 Mr. Wright voor Manhattan Records. Beide bereikten klasseringen in de Billboard Top r&b/hiphop albums. Twee verdere soloalbums en twee verdere kollabo-albums verschenen tijdens de jaren 1990. Naast zijn solocarrière was Bernard Wright als sessiemuzikant betrokken bij meer dan 200 producties.

## Overlijden
Bernard Wright werd aangereden door een auto toen hij de weg wilde oversteken in Dallas. Hij overleed op 58-jarige leeftijd.

## Discografie

### Singles
- 1981:	Haboglabotribin'
- 1981: Just Chillin' Out
- 1981: Won't You Let Me Love You
- 1983:	Funky Beat
- 1983: Video Generation
- 1985: Yo Nard
- 1985:	Who Do You Love
- 1986: After You

### Albums
- 1981:	Nard (Arista Records)
- 1983:	Funky Beat (Arista Records)
- 1985:	Mr. Wright (Manhattan Records)
- 1990:	Fresh Hymns (Frontline Records)
- 1991:	Brand New Gospel Format (Frontline Records)
- 1997: Sadao Watanabe feat. Bernard Wright: Go Straight Ahead' N Make A Left (Verve Records)
- 1999: Too Bad & Bernard Wright: Back to Our Roots Vol. 1 (Banga/Juna)

### Gasteninbreng
- 1979: Same van Taana Gardner (piano, clavinet)
- 1979: Browne Sugar van Tom Browne (piano)
- 1980: Coming to You Live van Charles Earland (synthesizer)
- 1980: Love Approach van Tom Browne (synthesizer, piano)
- 1980: Sure Shot van Crown Heights Affair (keyboards)
- 1981: Magic van Tom Browne (piano)
- 1982: Blow van Rick James presents Bobby M (producent, saxofoon, fluit, piano, synthesizer, achtergrondzang)
- 1982: Stone Mason van Harvey Mason (piano)
- 1983: Rockin’ Radio van Tom Browne (keyboards, synthesizer, percussie, achtergrondzang)
- 1983: Attitude van Lenny White (synthesizer, piano, drumprogrammering)
- 1986: Word Up! van Cameo (keyboards)
- 1986: Oh, My God! van Doug E. Fresh & The Get Fresh Crew (drumprogrammering, gitaar, synthesizer)
- 1986: Joyride van Pieces of a Dream (songwriting, percussie, keyboards)
- 1986: King of Stage van Bobby Brown (keyboards op Baby, I Wanna Tell You Something)
- 1986: Tutu van Miles Davis (synthesizer)
- 1986: Rhythm & BLU van John Blake, Didier Lockwood en Michał Urbaniak (keyboards)
- 1987: La La van La La (We'll Keep Striving, duet)
- 1987: Surrender van Working Week (arrangement van Ain't That Peculiar)
- 1987: Spread the Love van Juicy (keyboards)
- 1987: Same van The Jamaica Boys (keyboards, zang)
- 1987: A Change of Heart van David Sanborn (synthesizer)
- 1988: Machismo van Cameo (keyboards)
- 1988: CK van Chaka Khan (keyboards op Where Are You Tonite)
- 1988: Big Money van Ca$hflow (keyboards)
- 1988: Groovin’ van Missing Links (synthesizer, keyboards)
- 1989: Tomi van Tomi Jenkins (keyboards)
- 1989: Summertime (12’’) van Doug E. Fresh & The Get Fresh Crew (zang)
- 1989: Urban Express van Michał Urbaniak (producent, keyboards, zang, synthesizer, drumprogrammering)
- 1989: Songs for Poland van Michał Urbaniak (drums op Can’t Complain en Simple Solution)
- 1989: Silent Assassin van Sly & Robbie (keyboards)
- 1989: Same van Constina (keyboards)
- 1989: The Blue Note Concert van Stanley Jordan (keyboards bij Blues en Lady in my Life)
- 1989: Time Peace van Al MacDowell (keyboards bij Ode Bra en Come See Tomorrow)
- 1990: John Jacobs And The Power Team Soundtrack (keyboards, drumprogrammering)
- 1990: J Boys van The Jamaica Boys (songwriting, keyboards, zang)
- 1990: Cornucopia van Stanley Jordan (keyboards)
- 1990: Code Blue van Michał Urbaniak (keyboards, drumprogrammering, zang bij I Want to Know Your Name)
- 1991: Number 7 van Commissioned (keyboards)
- 1991: Caught in a Land of Time van Freedom of Soul (zang en piano op Skin Deep)
- 1993: Never Lose Your Heart van Noel Pointer (orgel, synthesizer)
- 1994: Roberta van Roberta Flack (zang bij In a Sentimental Mood, piano, synthesizer, keyboards)
- 1994: Tales from the Bright Side van Alex Bugnon (zang bij Thighs High, coproducent, synthesizer, keyboards, drumprogrammering)
- 1994: Same van Urbanator (songwriter, keyboards bij First Flight)
- 1995: Tales van Marcus Miller (clavinet, synthesizer, orgel, marimba, piano)
- 1996: Renderors of Spirit van Lenny White (synthesizer, keyboards, piano)
- 1997: IV: Blazing Hot van Nice & Smooth  (zang bij Same Old Brand New Style)
- 1998: Live in New York van Stanley Jordan (keyboards bij Still Got the Blues en Lady in My Life)
- 1988: Live van Marcus Miller featuring Kenny Garrett (keyboards)
- 2001: M² van Marcus Miller (orgel)
- 2001: Here van Dean Brown (keyboards)
- 2001: Same van Josh Alan Band (orgel)
- 2001: A Distant Star van Shelley Carrol (piano)
- 2001: In Concert van Marcus Miller (keyboards)
- 2003: Hard Groove van The RH Factor (achtergrondzang, keyboards, piano, orgel, harp)
- 2004: Groove Warrior van Dean Brown (synthesizer)
- 2005: Silver Rain van Marcus Miller (keyboards)
- 2007: Real to Reel van Snarky Puppy en Country Fried Soulband (keyboards voor Snarky Puppy)
- 2007: Free van Marcus Miller (synthesizer op Blast, orgel op Funk Joint)
- 2008: Bring Us the Bright van Snarky Puppy (keyboards)
- 2010: Tranz-Fused van Michael Harris (keyboard-solo bijSeizure Salad)
- 2012:  Let It Be Roberta: Roberta Flack Sings The Beatles van Roberta Flack (keyboards)
- 2013: Miles of Blue van Michał Urbaniak (piano)
- 2014: Philthy van Philip Lassiter (synthesizer, piano)
- 2022: Take It! van Snarky Puppy (keyboards)

- Bibsys: 2112321
- Bibliothèque nationale de France: cb139308259 (data)
- Gemeinsame Normdatei: 134561317
- International Standard Name Identifier: 0000 0000 9140 7666
- Library of Congress Control Number: no98121985
- MusicBrainz: e3955858-c058-45ff-815b-6a4a469cd93b
- Nationale Bibliotheek van Tsjechië: xx0206905
- Virtual International Authority File: 69118402
- WorldCat: E39PBJmTpxtBxYFBmqXYpMbrv3